# Ludwig Lücke
Johann Christian Ludwig Lücke (* um 1703 in Dresden; † 1780 in Danzig) war ein deutscher Elfenbeinschnitzer, Modelleur und Bildhauer.

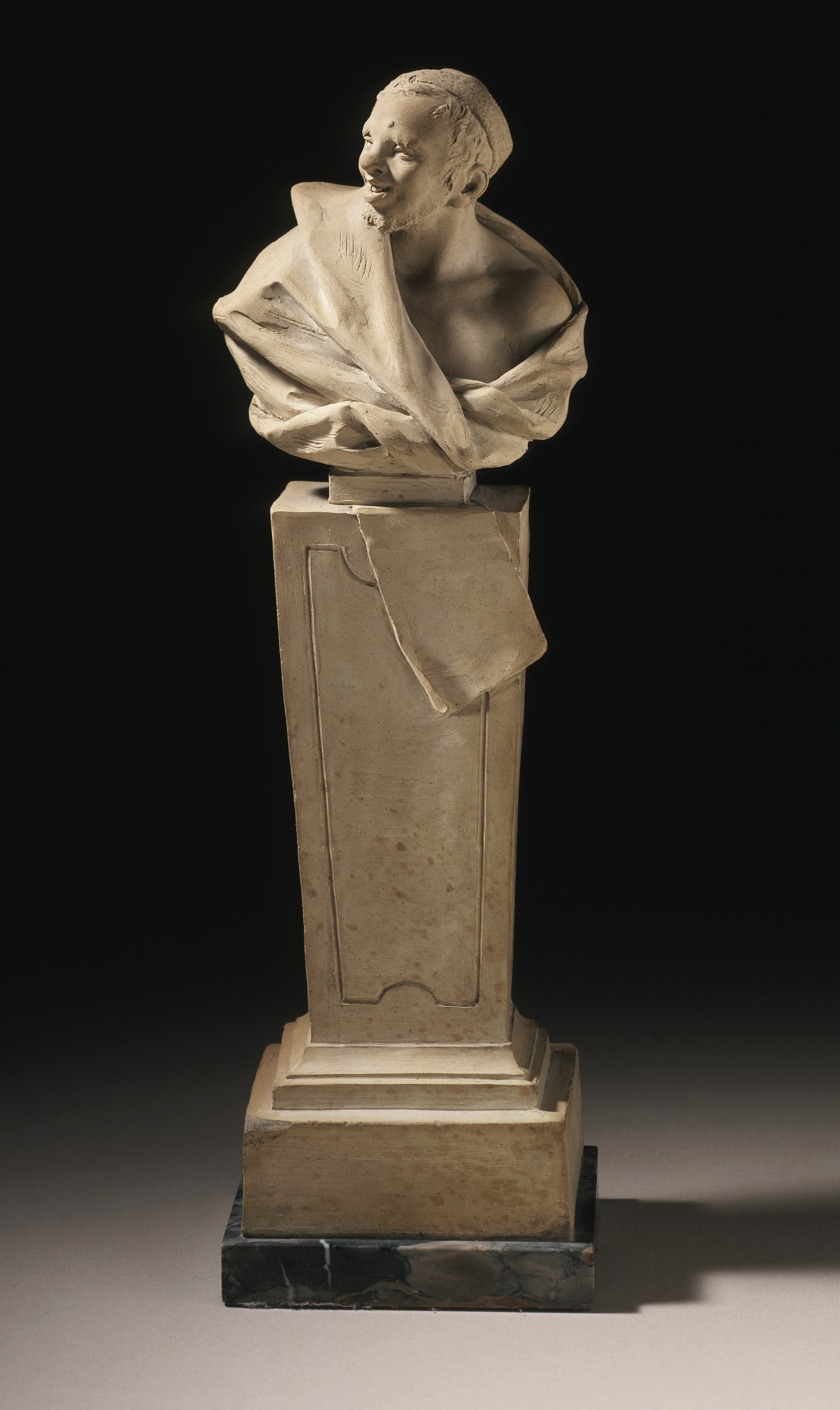
Der lachende Philosoph. Skulptur: Terracotta auf grauem Marmorsockel (Los Angeles County Museum of Art)

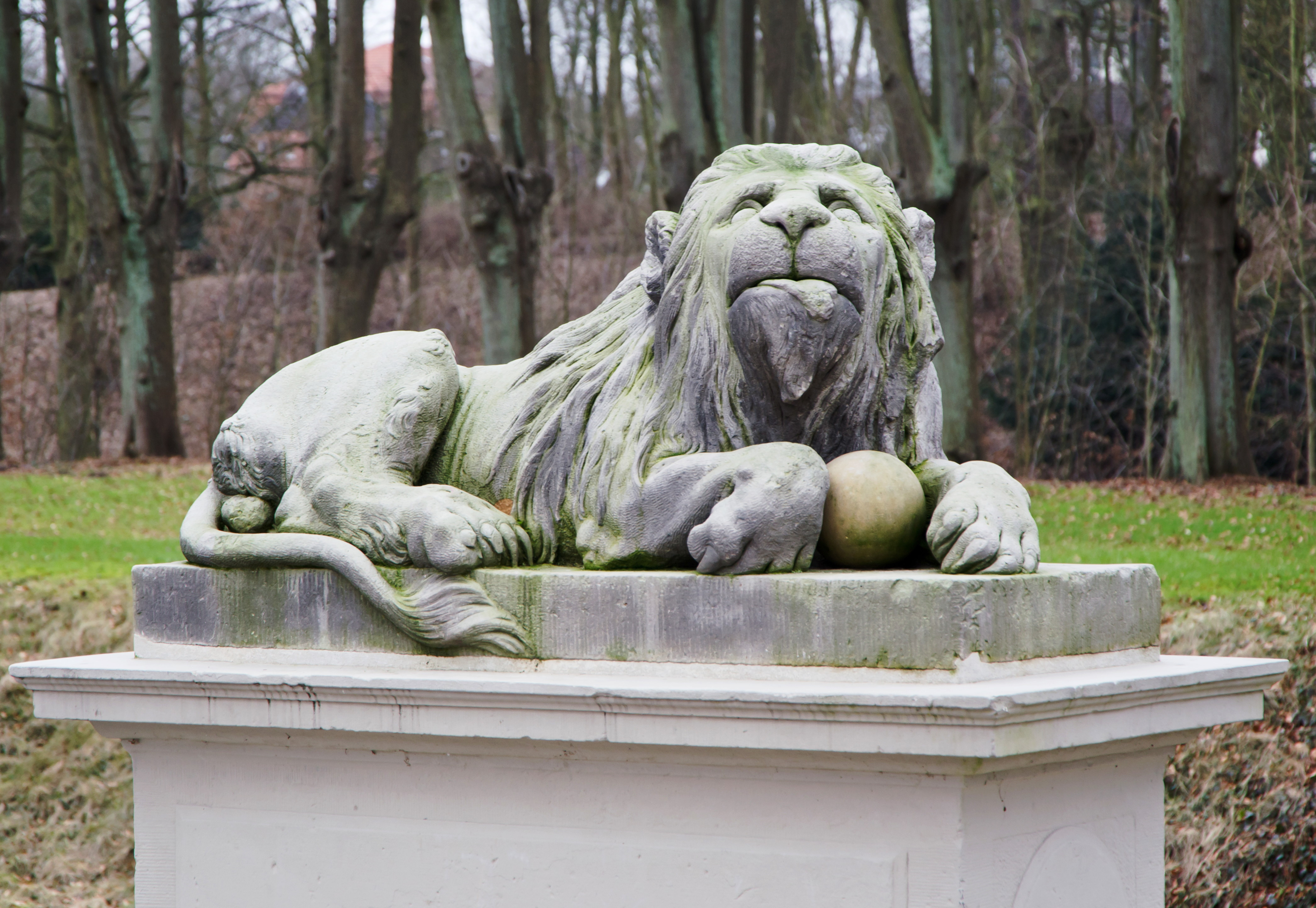
Löwenpaar in Sandstein vor dem Schloss Ahrensburg (1765)

## Leben
Ludwig Lücke wurde um 1705 in Dresden geboren. In jungen Jahren absolvierte er eine Elfenbeinschnitzerlehre bei Carl August Lücke dem Älteren in Dresden. Im Jahr 1726 führte ihn mit Hilfe eines Stipendiums eine Studienreise nach Frankreich, Holland und England. In London lernte er bei dem Elfenbeinschnitzer David Le Marchand. Im Jahr 1728 kam er wieder nach Dresden zurück und wurde Modelleur und Nachfolger Johann Gottlieb Kirchners an der Meißner Porzellanmanufaktur. Ab 1729 war er wieder in Dresden. Von 1739 bis 1745 war er Bildhauer im Königlichen Bauamt Dresden und arbeitete für den Grafen Heinrich von Brühl und Prinz Christian Ludwig von Mecklenburg-Schwerin. Im Jahr 1746 unternahm er eine Studienreise nach Amsterdam. Anschließend ging er von 1747 bis 1748 nach Hamburg und kehrte schließlich 1750 nach Dresden zurück. Im gleichen Jahr wurde er als „Erster Modellmeister“ an die Kaiserliche Porzellanmanufaktur nach Wien berufen. Von 1752 bis 1756 weilte er in Dänemark in Kopenhagen im Dienst Friedrichs V. Zwischendurch war er im Jahr 1754 in Flensburg und 1755 in Schleswig. Von 1756 bis 1758 arbeitete er wieder in Hamburg und von 1759 bis 1760 weilte er wieder in London, Amsterdam und wieder Hamburg. Im Jahr 1767 wurde er zum Kunstdirektor an den Hof des Herzogs von Mecklenburg-Schwerin berufen. Um 1770 erfolgte der Umzug nach Dresden und die Gründung einer Fabrik für Papiermaché-Plastiken. Drei Jahre später übersiedelte er dann nach Danzig.

## Werke (Auswahl)
- 1729: Büsten des Demokrit und des Heraklit, Hamburg, Museum für Kunst und Gewerbe
- 1729: Terrakottarelief eines Poltrone, Hamburg, Museum für Kunst und Gewerbe[2]
- vor 1733: Scaramuz und Colombine, Elfenbein, Grünes Gewölbe, Staatliche Kunstsammlungen Dresden
- nach 1734: Bildnisbüste der Zarin Anna Ioannowna, Elfenbein, St. Petersburg, Eremitage
- nach 1734: Kruzifixus, Elfenbein, Grünes Gewölbe, Staatliche Kunstsammlungen Dresden
- um 1735/40: Lucretia, Relief aus Walrosszahn, Kassel, Hessisches Landesmuseum[3]
- 1737: Die Zeit hebt die gefallene Kunst, Elfenbein, Grünes Gewölbe, Staatliche Kunstsammlungen Dresden
- 1750: Vier Kinderfiguren als Jahreszeiten, Porzellan, weitere Ausformungen in Wien, Museum für angewandte Kunst, Toronto, Royal Ontario Museum
- 1750: Büsten des Demokrit und des Heraklit, Wien, Museum für angewandte Kunst
- 1753/54: Erbprinz Friedrich von Dänemark als Wickelkind, Kopenhagen, Schloss Rosenborg
- um 1756: Schlafende Schäferin, München, Bayerisches Nationalmuseum
- Porträtrelief König Georg II. von England, 1760 in London, Victoria and Albert Museum
- 1765: Löwenpaar aus Sandstein, Schlosspark Ahrensburg
- in der Kirche Riesa-Gröba unter der Brüstung einer Betstube ein Akanthusblatt-Rankenwerk und weitere Schnitzwerke
- Elfenbeinbrustbild Graf Heinrich von Brühl, 19,8 cm, Deutsches Museum Berlin[4]